# Unitární grupa
Unitární grupa je v matematice množina všech unitárních transformací nějakého Hilbertova prostoru spolu s operací skládání. V konečněrozměrném případě se dá reprezentovat jako množina všech unitárních matic dimenze n spolu s násobením matic.
Tato grupa se značí {\displaystyle U(n)}.
Podobně se definuje speciální unitární grupa SU(n) jako množina unitárních matic s determinantem rovným jedné.
Vnoření unitárních matic do prostoru všech matic {\displaystyle n\times n} definuje na unitární matici strukturu reálné hladké variety. Jedná se tedy o reálnou Lieovu grupu.

## Vlastnosti
Unitární grupa je kompaktní a souvislá Lieova grupa (ačkoliv se skládá z komplexních matic, jedná se pouze o reálnou Lieovu grupu). Její dimenze je {\displaystyle n^{2}}. Fundamentální grupu má izomorfní {\displaystyle \mathbb {Z} }. Komplexifikace této grupy je celá obecná lineární grupa GL(n,C).
Jako grupa je U(n) izomorfní {\displaystyle SU(n)\times U(1)} a U(1) je izomorfní jednotkovým komplexním číslům s operací násobení. Grupa SU(n) je jednoduchá pro {\displaystyle n\geq 2} a je také jednoduše souvislá.
Grupa {\displaystyle U(1)} je izomorfní ortogonální grupě {\displaystyle SO(2)}.
Grupa {\displaystyle SU(2)} je topologická sféra dimenze 3 a jako grupa je izomorfní jednotkovým kvaternionům. Existuje surjektivní homomorfizmus
{\displaystyle SU(2)\to SO(3)}
takový, že každý prvek SO(3) má právě dva vzory, které se liší jenom znaménkem.